# Cité Malesherbes
La cité Malesherbes est une voie privée du 9e arrondissement de Paris, en France.

## Situation et accès
La cité Malesherbes est située dans le 9e arrondissement de Paris. Elle débute au 59, rue des Martyrs et se termine au 22, rue Victor-Massé.
Le quartier est desservi par les lignes 2 et 12 du métro à la station Pigalle.

## Origine du nom

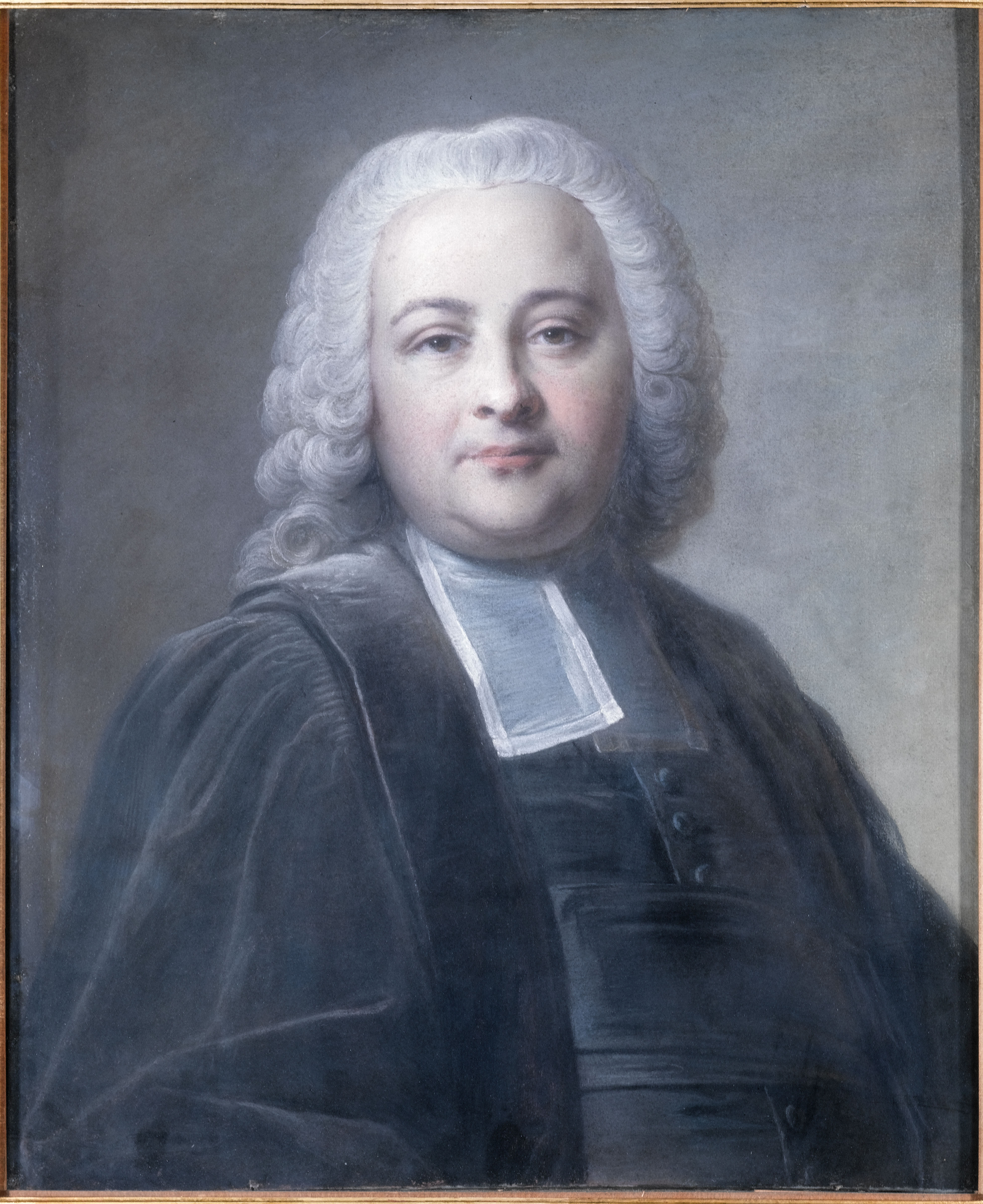
Lamoignon de Malesherbes.

Elle doit son nom à l'ancien hôtel particulier de l’avocat Lamoignon de Malesherbes guillotiné en 1794 sous la Révolution, qui occupa la propriété de son achat le 24 février 1778 à son arrestation le 18 décembre 1793.
L'hôtel avait été édifié en 1723 par Louis Reynal de Lescure, maître en chirurgie, sur un terrain clos de murs de 1,5 ha.

## Historique
Cette voie a été ouverte en 1855 sur l'emplacement de l'ancien hôtel Malesherbes sous sa dénomination actuelle.

## Bâtiments remarquables et lieux de mémoire
- No 3 : ancienne clinique Marie-Louise, maternité de 1924 à 2000. L'hôtel particulier édifié en 1879 par l'architecte Adolphe Viel a été surélevé dans le style Art déco en 1927. Y sont nés le peintre Bernard Buffet le 10 juillet 1928, Jean-Philippe Smet, alias Johnny Hallyday, le 15 juin 1943[3], Françoise Hardy, le 17 janvier 1944 et le photographe Stéphane Gizard, le 17 mars 1977.
- No 5 : hôtel particulier avec atelier d'artiste occupé par le comte Ludovic-Napoléon Lepic, artiste peintre, ami de Degas, de 1884 à 1889.
- No 5 bis : hôtel particulier avec atelier d'artiste occupé par le polémiste Henri Rochefort de 1881 à 1887, puis par Georges de Feure, artiste peintre et décorateur, de 1901 à 1905.
- Les hôtels des nos 8 et 10 ont été construits en 1862 et en 1866 pour Pierre-Honoré Maillard, négociant en châles (maison Fortier Maillard[4]).
- No 8 : hôtel particulier d'André Mouëzy-Éon, auteur dramatique, de 1922 à 1951[5].
- No 9 : hôtel particulier édifié en 1884 à l'emplacement d'un atelier d'artiste qui avait été occupé par le peintre de Barbizon Théodore Rousseau, de 1860 à 1867, puis par Adrien Tournachon, peintre et photographe, le frère du photographe Nadar[6].
- No 10 : hôtel particulier occupé par Rodolphe Plamondon, artiste lyrique canadien de 1921 à 1930, puis par Antoinette Marteret, prestidigitatrice, de 1935 à 2000[7].
- No 11 : hôtel particulier avec une façade polychrome en céramique et lave émaillée, construit en 1856, par l'architecte Anatole Jal pour le peintre Pierre-Jules Jollivet, auteur du décor[8].
  - Jollivet, spécialiste de la peinture sur lave émaillée, appose sur sa façade des réductions des plaques du décor qu’il a réalisées pour l’église Saint-Vincent-de-Paul, dans le 10e arrondissement. Sous les fenêtres du premier étage se trouvent trois plaques représentant des scènes de l’Ancien Testament (La Création d’Ève, suivie du Péché Originel et d’Adam et Ève chassés du Paradis) et sous celles du deuxième, trois du Nouveau Testament (L’Adoration des Mages suivie par Le Baptême du Christ et enfin La Cène)[9].
- No 12 :
  - hôtel particulier du photographe Robert Demachy de 1916 à 1936.
  - Entre 1936 et 1971, le no 12 accueille le siège de la SFIO puis entre 1971 et 1975, son successeur, le PS[10]. L'immeuble avait été acheté par le journal Le Populaire en décembre 1936 pour le compte de la SFIO. Il est réquisitionné par les Allemands sous l'Occupation.
  - En 1998, la fondation Jean-Jaurès s'y est installée. Cette dernière abrite également, au no 6, le Centre d'archives socialistes (CAS), qui rassemble les documents de l'histoire contemporaine du PS.
  - Siège du réseau international de dessinateurs de presse Cartooning for Peace depuis 2006[11].
  - La Fédération nationale des élus socialistes et républicains (FNESR) occupe le troisième étage de l'immeuble[12].
- No 14 : hôtel particulier construit en 1860 par Louis Martial Bazirain, dit Monrose, sociétaire de la Comédie-Française, qui l'occupe jusqu'à son décès en 1881.
- No 16 : hôtel particulier occupé par le producteur de cinéma Daniel Toscan du Plantier pendant les années 1990.
- No 17 : hôtel particulier de style néo-Renaissance construit en 1856 par l’architecte Jules Amoudru pour son usage personnel[13]. L’architecte Paul Auscher y vécut de 1894 à 1912. Occupé par le producteur de musique Jean Karakos pendant les années 1990.
- No 18 : hôtel particulier construit par François-Louis Lesueur et Anna Cizos, dite Chéri, artistes dramatiques (théâtre de boulevard) en 1857[14]. À remarquer, les « L » entrecroisés des Lesueur sur le balcon central du premier étage.
- No 20 : le peintre orientaliste Narcisse Berchère y eut son atelier de 1859 à 1864, puis de 1867 à 1886, ainsi que le peintre Aimé Perret de 1898 à 1910[15].
- Dans les années 1920, le consulat d'Espagne est situé cité Malesherbes[16].

## Galerie

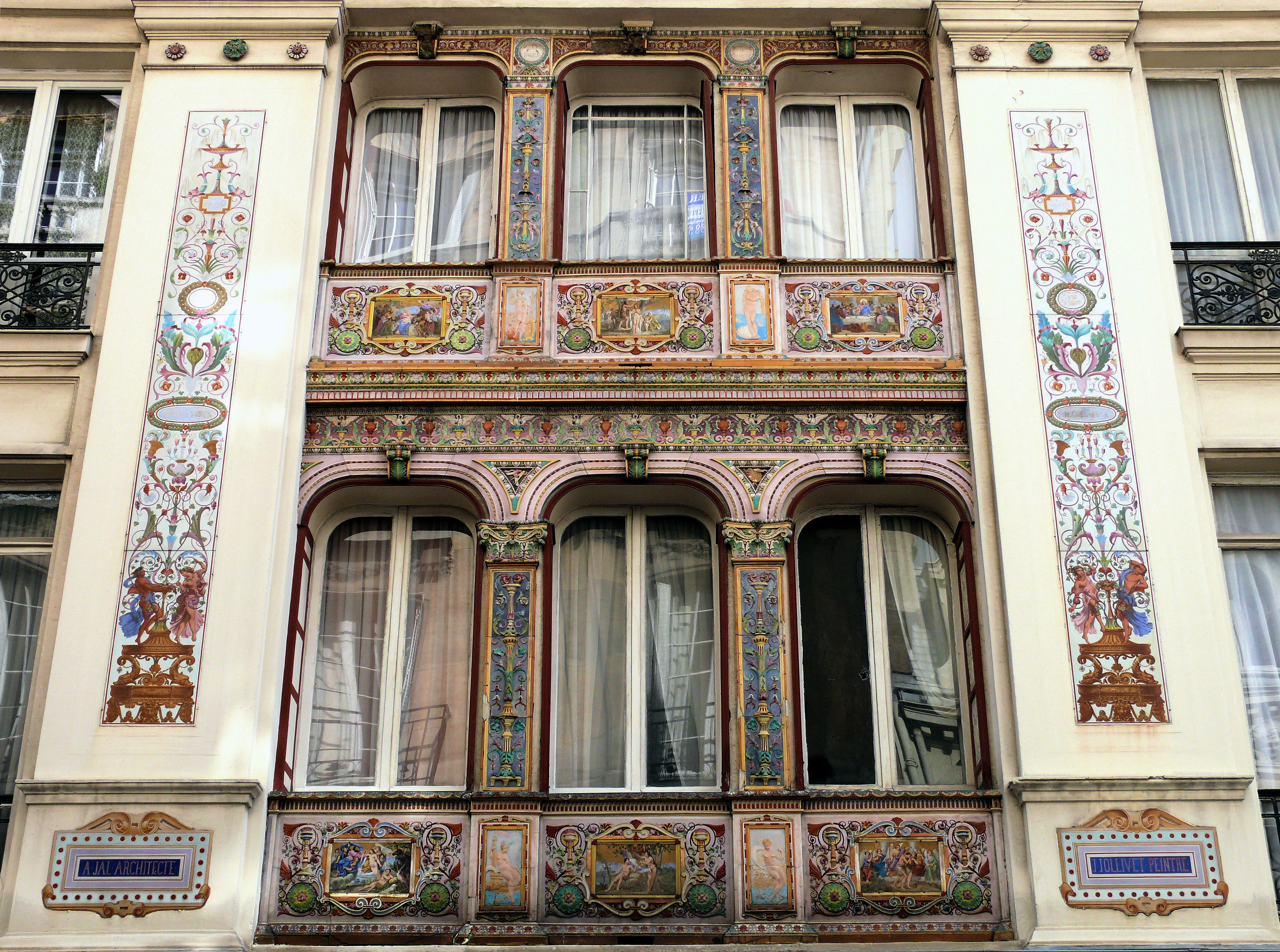
Façade du 11, cité Malesherbes.
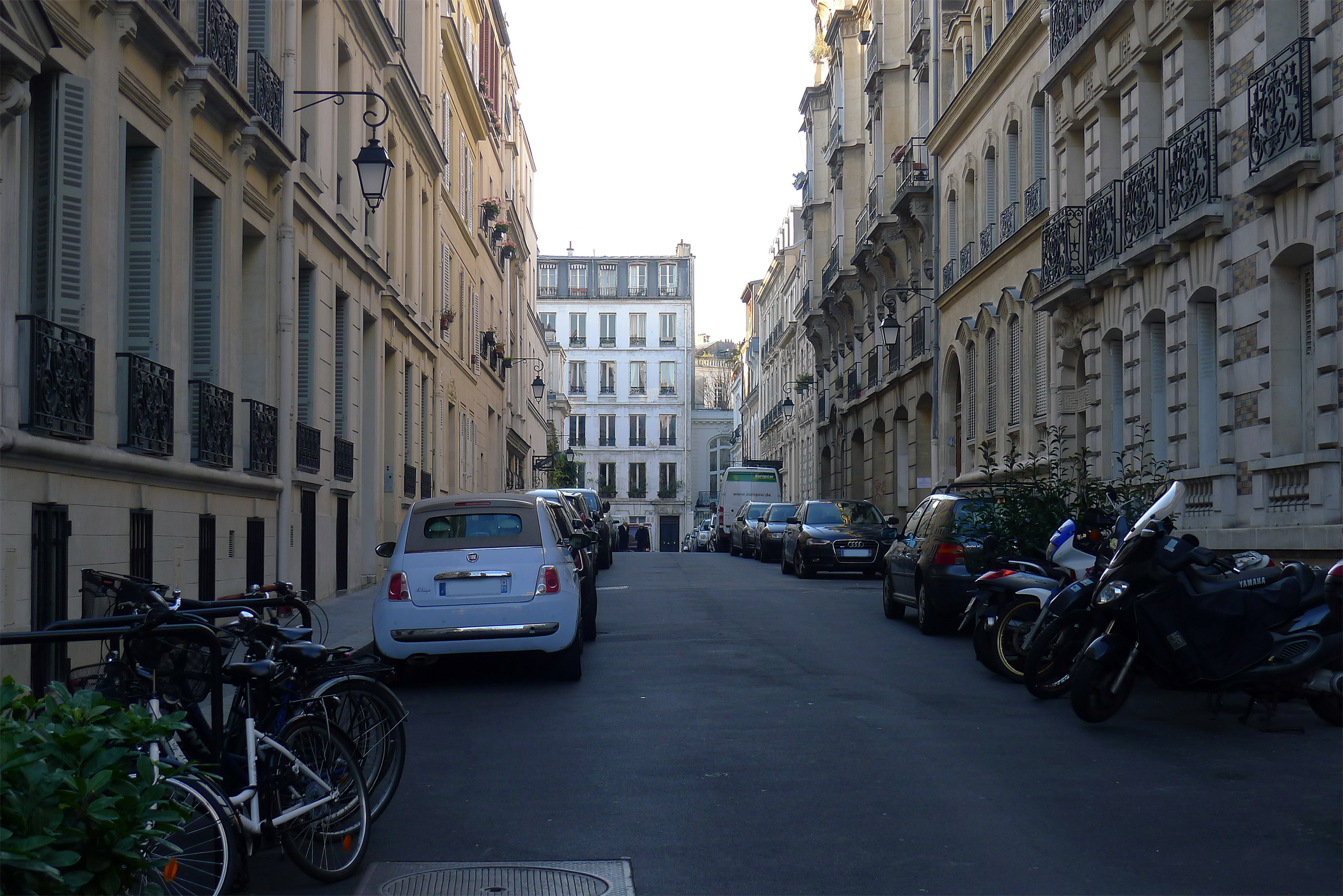
Vue de la voie.
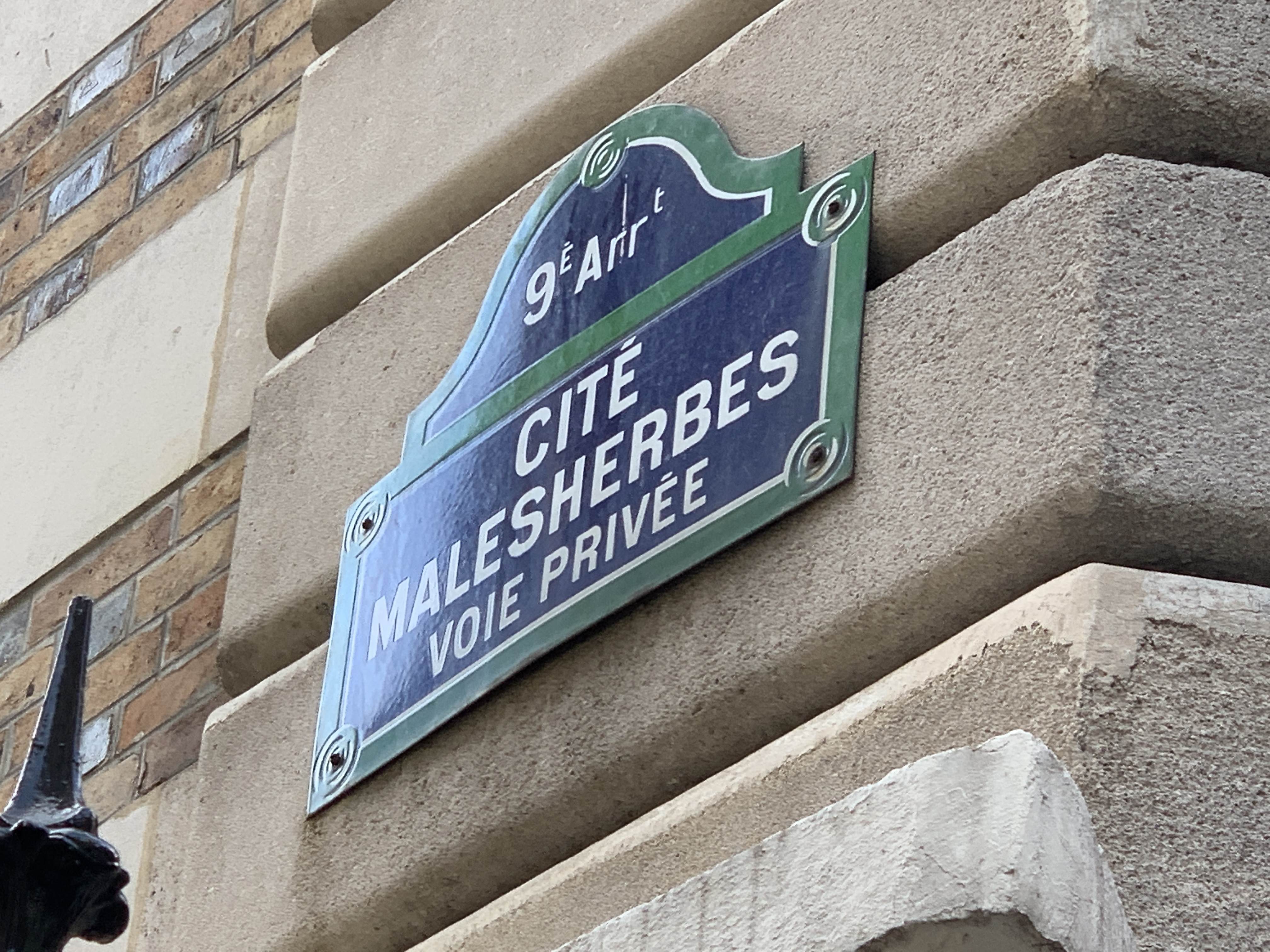
Plaque.
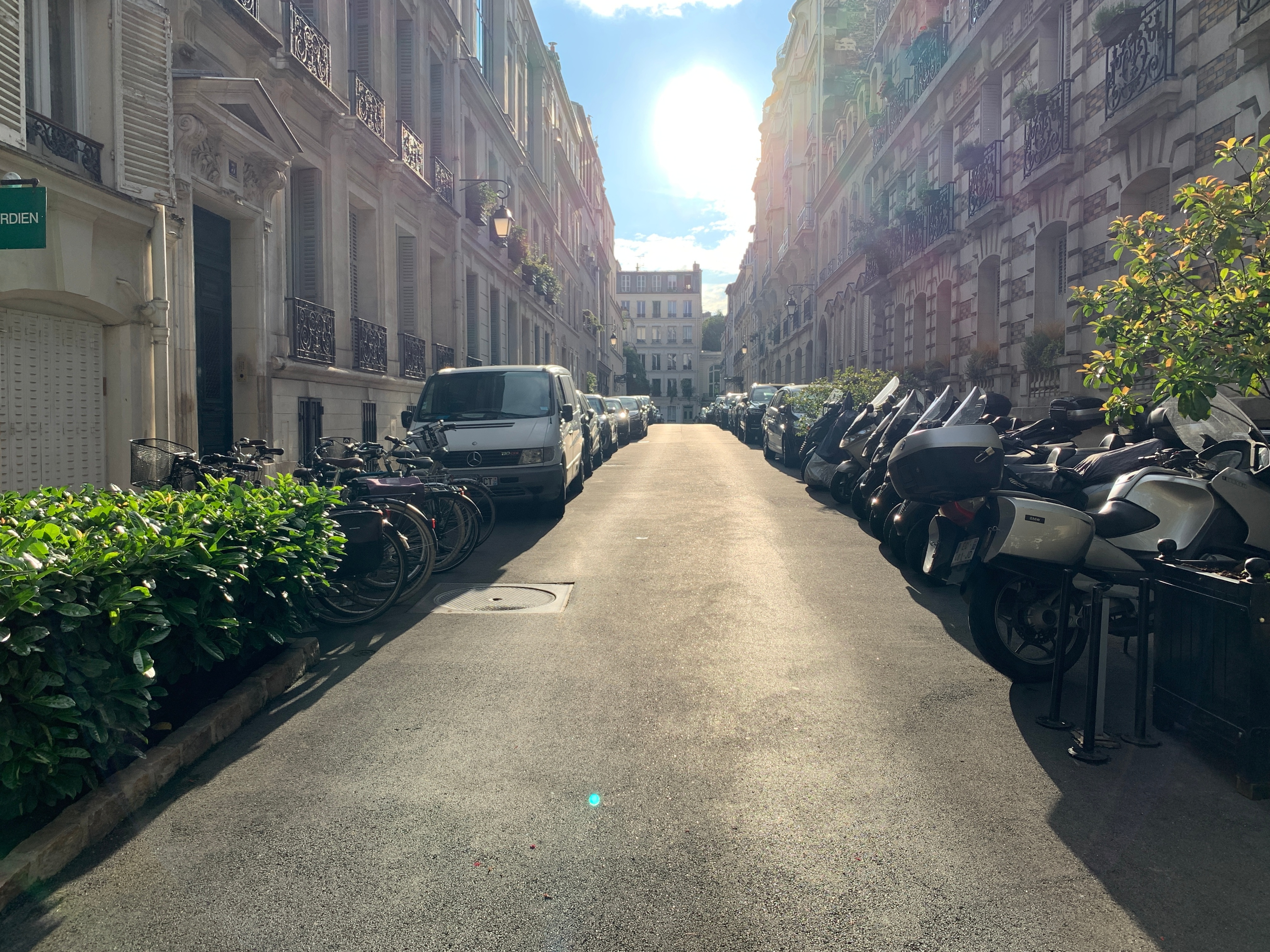
Vue de la voie.